# International Theatre
L'International Theatre était un théâtre situé au 5 Columbus Circle, l'actuel site du Deutsche Bank Center à Manhattan, à New York.

## Histoire
Conçu en 1903 par John H. Duncan (en), l'architecte du General Grant National Memorial, il est construit à une époque où Columbus Circle devait devenir un quartier de théâtres. Initialement nommé Majestic Theatre, la salle pouvait accueillir environ 1 355 personnes et présentait des comédies musicales et des opérettes originales, notamment The Wizard of Oz (en) et Babes in Toyland (en), ainsi que quelques pièces de théâtre. En 1906, il abrita la célèbre comédie musicale afro-américaine Abyssinia (en). Il est rebaptisé Park Theatre en 1911, ouvrant avec The Quaker Girl (en), et il propose à nouveau des pièces de théâtre, des comédies musicales et des opérettes. Début 1913, on y projette le premier long métrage dramatique en couleur au monde, The Miracle (en). Les frères Shubert, Florenz Ziegfeld et Billy Minsky furent successivement propriétaires de la maison mais n'y trouvèrent pas le succès escompté.
En 1923, il est racheté par William Randolph Hearst, rebaptisé Cosmopolitan Theatre et sert de cinéma. Le nom est changé en International Theatre en 1944.
En 1949, NBC loue le théâtre et en fait un studio de télévision rebaptisé NBC International Theatre, l'Admiral Broadway Revue étant l'une des premières émissions de télévision diffusées. En 1953, le lieu accueille une partie de la 25e cérémonie des Oscars, première cérémonie des Oscars à être diffusée, et la première à être diffusée à la fois depuis New York et Los Angeles.
Le théâtre est démoli en juin 1954 pour installer des trottoirs plus larges devant le New York Coliseum, à son tour démoli pour faire place au Time Warner Center en 2000.